# Georg-Ludwig-Hartig-Preis
Der Georg-Ludwig-Hartig-Preis wird seit 1990 von der Georg-Ludwig-Hartig-Stiftung verliehen, zuletzt etwa alle drei Jahre. Er ist mit 5.000 Euro (zuvor 10.000 DM) dotiert. Mit dem Preis sollen – in Erinnerung an den „forstlichen Klassiker“ Georg Ludwig Hartig – Persönlichkeiten eine Würdigung erfahren, die sich durch hervorragende Beiträge zur Förderung der Forstwirtschaft, der Forstwissenschaften oder verwandter Disziplinen im Sinne der Nachhaltigkeit verdient gemacht haben.

## Preisträger
- 1990: Hans Lamprecht
- 1991: Hartmut Petri, August Henne
- 1993: Michail Prodan
- 1995: Albert Richter
- 1997: Winfried Duffner
- 1999: Patric Joyce, Osman Kahveci
- 2001: Siegfried Palmer
- 2003: Kurt Kehr
- 2007: Hermann Ilaender
- 2009: Hans-Joachim Weimann

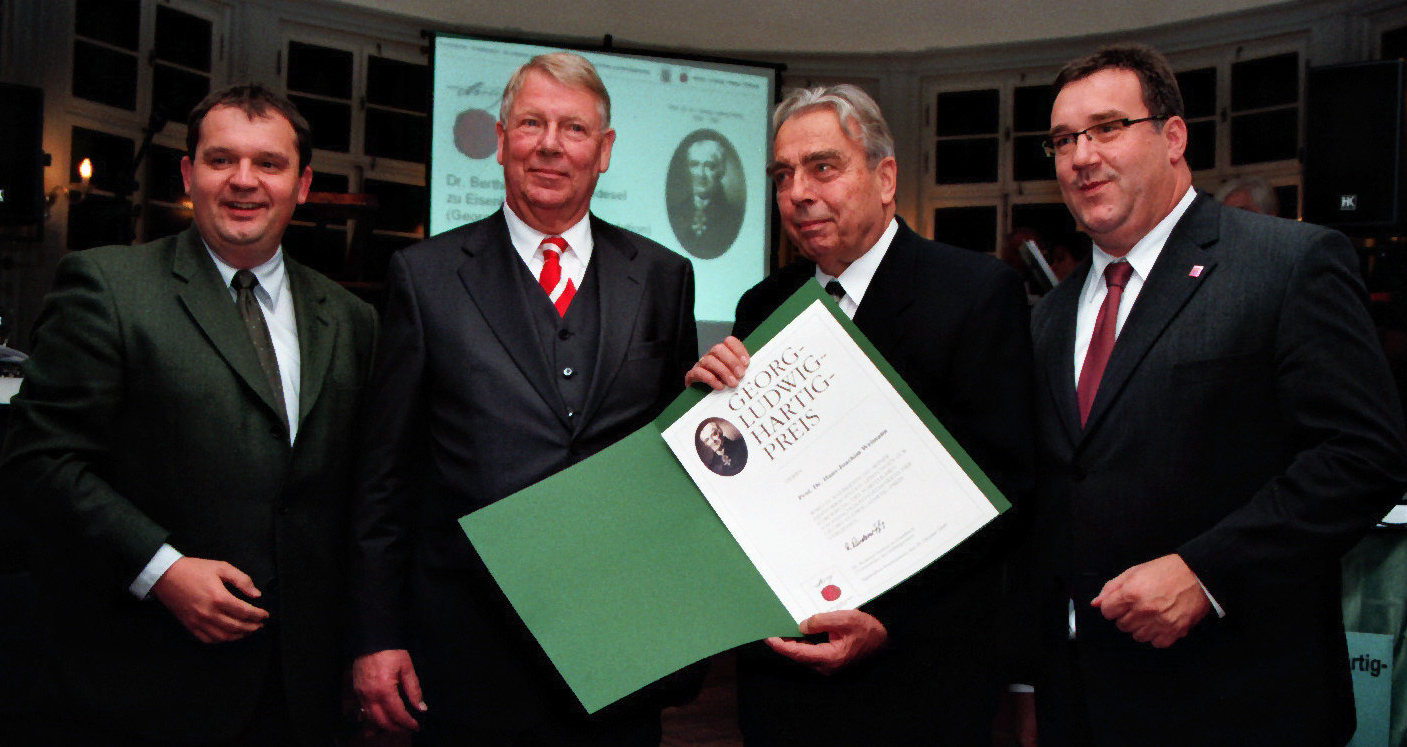
Verleihung des Georg-Ludwig-Hartig-Preises 2009 am 29. Oktober 2009 im Jagdschloss Kranichstein: Carsten Wilke (Abteilungsleiter Forsten und Naturschutz im hessischen Umweltministerium und Präsident des Deutschen Forstvereins, links), Berthold Riedesel Freiherr zu Eisenbach (Vorsitzender des Stiftungsrates der Georg-Ludwig-Hartig-Stiftung, 2.v.l.) und Staatssekretär Mark Weinmeister (hessisches Umweltministerium, rechts) gratulieren Hans-Joachim Weimann (2.v.r.).

- 2011: Wittekind Prinz zu Waldeck und Pyrmont
- 2013: Jürgen Nagel
- 2014: Klaus-Peter Rödig
- 2016: Claude Martin
- 2019: Horst Weisgerber
- 2022: International Forestry Students’ Association[1]
- 2025: Gisela Jahn (postum)[2]